# Marianna Muntianu
Marianna Muntianu (14 de agosto de 1989) es la fundadora y presidenta del Fondo Ruso para el Clima, una organización de protección ambiental.  En 2019, Muntianu recibió el Premio de la ONU Campeones de la Tierra por su enfoque innovador para proteger el medio ambiente.

## Trayectoria
En 2010 se unió al movimiento de protección ambiental, cuando los incendios destruyeron aproximadamente dos millones de hectáreas de bosque en todo el Rusia. Asumió la dirección del departamento en su región de Kostromá. Con el apoyo financiero del fabricante ruso de cosméticos Faberlic y el apoyo de numerosos voluntarios, la organización logró plantar diez millones de árboles para 2015.
Más tarde, se convirtió en líder de Plant a Forest dentro del movimiento ECA.  Además de plantar árboles, se comprometió a trabajar en un concepto de comunicación integral para concienciar a la población sobre el clima y el medio ambiente.  En la víspera del Día de San Valentín de 2019, un equipo de Muntianu lanzó el juego para teléfonos móviles "Plant the Forest" en ruso e inglés.  La aplicación permite a los usuarios plantar árboles virtualmente en terrenos baldíos, proteger los bosques resultantes de incendios y plagas y experimentar cómo los animales regresan allí. Al mismo tiempo, tienen la oportunidad de donar dinero, para que los bosques también puedan surgir en la realidad. Por este enfoque innovador y compromiso con la conservación de los bosques, fue honrada con el premio de la ONU "Jóvenes Campeones de la Tierra" en 2019.
En 2020, fundó su propia organización: Fondo Ruso para el Clima, para continuar con la restauración de los bosques y realizar una campaña integral de protección del clima. La plantación de árboles seguirá siendo una parte importante de esto, y también hay un enfoque en la educación ambiental, centrándose en el cambio climático. La organización tiene un podcast mensual en el cual entrevistan a actores ambientales, como Arshak Makichyan, líder de los Viernes para el futuro rusos o Erik Albrecht, autor del libro Generación Greta, entre otros. 
El Fondo Ruso para el Clima emplea actualmente a 12 personas en Moscú.  Con la ayuda de voluntarios, pretenden plantar mil millones de árboles para 2050.  Para ello, la organización ofrece a los donantes potenciales, incluidas las empresas, que calculen su huella de CO₂ y, de acuerdo con eso, la compensen plantando árboles o donando dinero para campañas de siembra. El Fondo Ruso para el Clima promete a cada donante un certificado y un informe que contiene las coordenadas del bosque en crecimiento. 